# HVA (diễn đàn)
HVA là tên viết tắt của Hiệp hội Hacker Việt Nam. Đây là tổ chức hacker lâu đời nhất của Việt Nam, thành lập từ năm 1997 khi Việt Nam chính thức kết nối Internet.

## Hoạt động
Tính đến năm 2001, nạn đánh cắp tài khoản của các nhà cung cấp dịch vụ (ISP) đã trở nên phổ biến, gây cho một số khách hàng thiệt hại nặng nề. Sau khi Tổng công ty Bưu chính Viễn thông áp dụng một số biện pháp bảo mật cao hơn, các hacker chuyển sang tấn công những trang web lớn, ngân hàng, công ty - chủ yếu là đánh cắp tài khoản, mật khẩu và dữ liệu. Điều này đã khiến ngày càng nhiều trang web quốc tế từ chối tiếp nhận các giao dịch qua Internet với các IP từ Việt Nam. Trước tình hình đó, tổ chức HVA định hướng hoạt động chuyên sâu vào lĩnh vực bảo mật, trở thành hiệp hội của những chuyên gia làm bảo mật và nghiên cứu các lỗ hổng hệ thống thông tin cho các tổ chức và doanh nghiệp. Các thành viên tổ chức này đã thâm nhập vào một số trang web, để lại thông báo và khuyến cáo khắc phục về lỗ hổng, cũng như từng tìm gặp nhà thẩm quyền cao của một nhà cung cấp dịch vụ lớn tại Thành phố Hồ Chí Minh thông báo về lỗi hệ thống có thể bị lợi dụng - hành động này đôi lúc nhận được sự quan tâm, nhưng cũng có khi bị bỏ ngoài tai. Một số thành viên đại diện tổ chức này cho biết họ làm việc này hoàn toàn tự nguyện, không đòi hỏi thù lao hay quyền lợi cá nhân và "xem việc khám phá, tư vấn khắc phục những sơ hở của các hệ thống là trách nhiệm của cộng đồng hacker HVA", đồng thời thể hiện mong muốn hợp tác với các nhà doanh nghiệp và quản trị mạng.
Ngày 13/01/2012, HVA đứng ra tổ chức hội thảo an ninh mạng Tetcon lần thứ 1 (Tetcon 2012), quy tụ nhiều chuyên gia bảo mật đầu ngành với nhiều tham luận liên quan tới các vấn đề bảo mật nóng bỏng của năm. Đây là hoạt động thường niên của tổ chức HVA, sẽ diễn ra vào khoảng 30 ngày trước tết âm lịch hàng năm. Sau ngày hội thảo thường là buổi offline thân mật giữa các thế hệ ban quản trị và thành viên cốt cán của diễn đàn.
Từ năm 2011 đến năm 2013, HVA đứng ra với vai trò là tổ chức tiên phong chống lại các cuộc tấn công diện rộng của tổ chức tin tặc Sinh Tử Lệnh vốn là tổ chức tin tặc có nhiều hình thức tấn công cao cấp có dấu hiệu của tin tặc chuyên nghiệp được đầu tư bởi các chính phủ. Điều này khiến HVA trở thành mục tiêu đánh phá hàng đầu của Sinh Tử Lệnh.
Ngày 26/09/2014, HVA đột ngột tuyên bố đóng cửa HVA Forum, chuyển toàn bộ hệ thống vô trạng thái Read-Only. Kết thúc 15 năm hoạt động của tổ chức này một cách bất ngờ không một lời giải thích. Chỉ để ngỏ rằng: "HVA có thể sẽ chuyển sang một hình thức sinh hoạt mới. Mọi chi tiết sẽ được thông báo vào lúc thích hợp". Rất nhiều đồn đoán về lý do HVA đóng cửa được đưa ra, trong đó có thuyết cho rằng tổ chức này bị Sinh Tử Lệnh cài nội gián hoặc có sự phản bội từ bên trong dẫn tới nội bộ chia rẽ và HVA buộc phải đóng cửa vì sự an toàn của các thành viên.
Sau khi HVA đóng cửa, hàng loạt cuộc tấn công lớn nhỏ của Sinh Tử Lệnh và các tổ chức tin tặc chuyên nghiệp rộ lên mà không ai có thể ngăn cản. Tình hình bảo mật của Việt Nam chuyển biến xấu khôn lường.
Giới Hacker mũ trắng Việt Nam thiếu đi một trụ cột không thể thay thế trong khi sự trở lại của HVA vẫn là dấu hỏi chưa có lời đáp.

## Bảo mật
Hệ thống phòng thủ mạng của máy chủ của HVA (đặt tại Nhật Bản và nhiều quốc gia trên khắp thế giới) được coi là một trong những thành trì bảo mật an toàn nhất Đông Nam Á, vì hệ thống này luôn luôn hứng chịu các đợt tấn công, khai thác lỗ hổng lớn từ nhiều tổ chức khác nhau. Trung bình mỗi ngày có hàng chục cuộc tấn công nhằm vào máy chủ HVA. Một cuộc tấn công điển hình là vào ngày 3 tháng 5 năm 2006, diễn đàn bị tê liệt và toàn bộ cơ sở dữ liệu được rao bán trên mạng với giá 1.700 USD. Sau đó, dưới áp lực từ sự phản ứng mạnh mẽ của cộng đồng, hacker này đã gửi thư xin lỗi và cung cấp bản vá các lỗi dữ liệu.
Trong lịch sử hoạt động, các thành viên HVA đã nhiều lần có xung đột với các diễn đàn hacker Việt Nam lớn khác. Tuy nhiên, ngày 1 tháng 11 năm 2002, giới hacker từ ba diễn đàn nổi tiếng đã chung tay tổ chức Ngày hội Hacker Việt Nam (VN Hacker Day) tại Hà Nội.

## Quan điểm
Tại một cuộc tọa đàm về chủ đề bảo mật nhân tuần lễ "Sinh viên và máy tính" năm 2005, một quản trị viên của HVA đã khẳng định: "Bản thân tôi chưa bao giờ nhận mình là hacker, cũng như tất cả thành viên cao cấp của diễn đàn an ninh mạng chưa bao giờ có ai tự nhận mình là hacker."
Trên diễn đàn HVA từng đăng tuyên ngôn: "Chúng tôi không viết virus cũng như không dung túng cho hành vi viết và phát tán virus. Chúng tôi không phá huỷ dữ liệu của bất cứ website nào."
Đây là quan điểm từ phía ban quản trị, tuy nhiên, do lượng thành viên quá lớn với nhiều thành phần, không thể đảm bảo mọi thành viên đều tuân theo tiêu chí này.

## Diễn đàn
Diễn đàn HVA diễn đàn phi lợi nhuận, phi tôn giáo, phi chính trị, lập ra với mục đích chia sẻ, trao đổi kiến thức và kinh nghiệm. Diễn đàn hiện có hơn 140.000 thành viên đăng ký, lượng truy cập mỗi tháng vào khoảng 33.000 lượt, đứng thứ 61.029 trên toàn thế giới, chủ yếu được truy cập từ Việt Nam (42% từ Hà Nội, 15,5% từ Thành phố Hồ Chí Minh), và một phần nhỏ từ Mỹ.